# Želetava
Želetava är en köping i Tjeckien.   Den ligger i regionen Vysočina, i den centrala delen av landet, 140 km sydost om huvudstaden Prag. Želetava ligger 575 meter över havet och antalet invånare är 1 573.
Terrängen runt Želetava är lite kuperad. Runt Želetava är det ganska tätbefolkat, med 129 invånare per kvadratkilometer. Närmaste större samhälle är Třebíč, 17,2 km nordost om Želetava. Trakten runt Želetava består till största delen av jordbruksmark.